# Corte de cintura

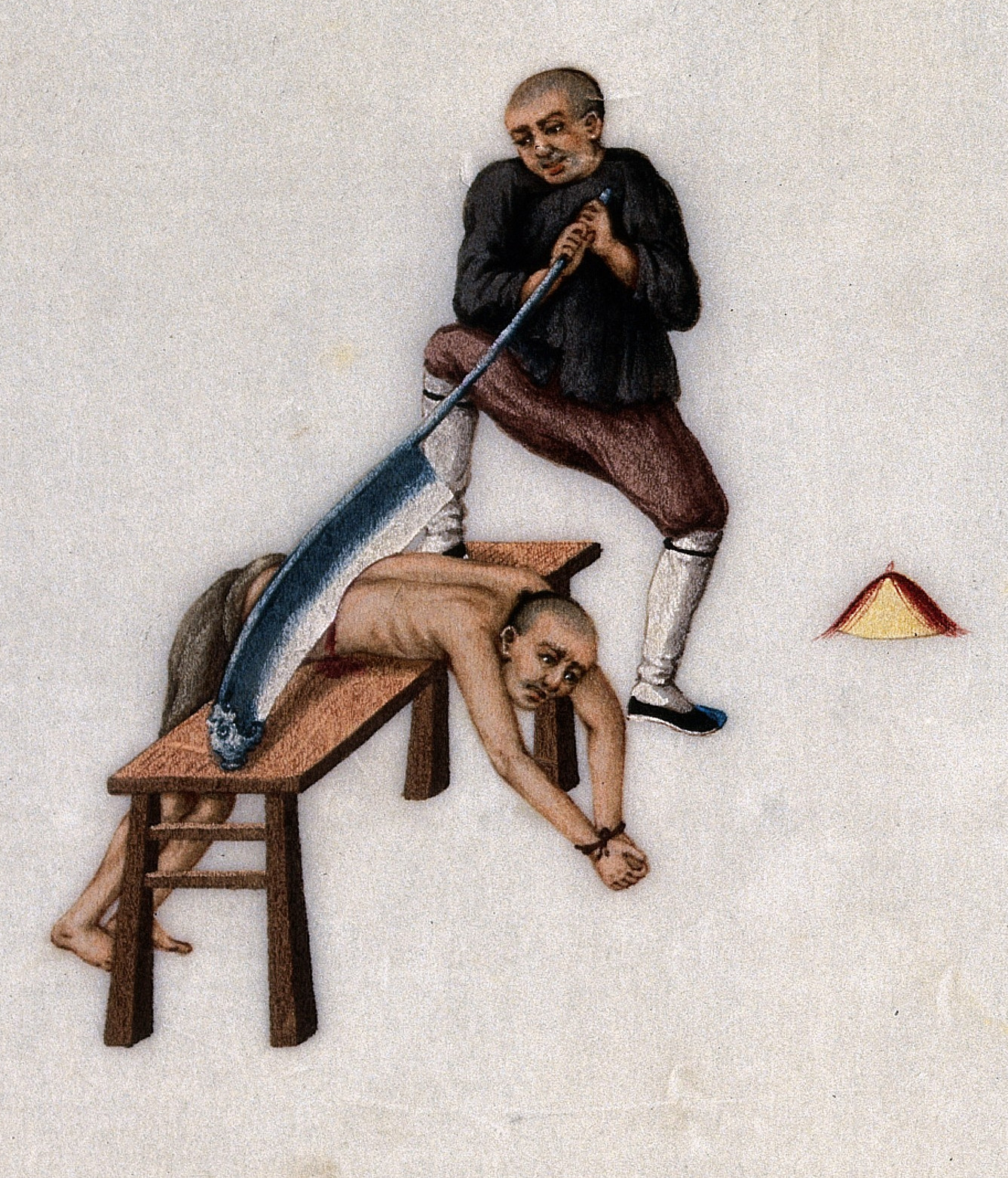
Un prisionero es ejecutado en un banco de madera con una gran cuchilla.

El corte de cintura o corte por la cintura (chino simplificado: 腰斩, chino tradicional: 腰斬, pinyin: Yāo zhǎn) era una forma de ejecución utilizada en la antigua China medieval, que, como su nombre indica, consistía en que un condenado fuese cortado en dos a la altura de la cintura por un verdugo. El reo no muere instantáneamente, sino que lo hace por sangrado excesivo o shock entre 10 y 30 minutos después de la ejecución. Debido al dolor extremo causado, se utilizó como método de ejecución especialmente para crímenes considerados graves.

## Historia
Se han desenterrado huesos humanos de la época Shang, incluidos los de personas que habían sido decapitadas como parte de sacrificios humanos, a algunas de las cuales les habían cortado el torso. Si bien esto no puede considerarse una pena capital, sí sugiere que existían métodos para causar la muerte, especialmente mediante el desmembramiento.
El corte de cintura como método de ejecución, apareció por primera vez durante la dinastía Zhou (c. 1046 a. C. – 256 a. C.), época en que se utilizaban tres formas de ejecución: chēliè (車裂; desgarrar atando los brazos y las piernas a carros que se movían en direcciones opuestas), zhǎn (斬; cortar la cintura) y shā (殺; decapitación). A veces, el corte no se limitaba a un solo tajo.
La herramienta de castigo utilizada para este tipo de castigo desde la antigüedad se llamaba «Fushitsu». El «Aki» era un hacha enorme, y el «Ka» es el soporte de madera sobre el que se coloca al sujeto boca abajo y luego se lo corta con el hacha. Durante la dinastía Han Occidental, esto evolucionó hasta convertirse en la «máquina oshikiri», en la que la hoja y la base estaban conectadas. El uso de una máquina de corte que funciona según el principio de palanca facilitaba la ejecución y las partes del cuerpo cortadas eran sujetadas por la hoja cortante, aumentando aún más el dolor del ejecutado.
Durante el reinado del emperador Wenzong de la dinastía Tang, en el año 835, se produjo un intento de purga de los eunucos, conocido como el incidente de Kanro. Al enterarse del plan, el eunuco Qiu Shiliang ejecutó a Li Xun por corte de cintura. Además, esta práctica también existía en la dinastía Song del Norte y en la nación nómada de la dinastía Liao, donde se ejecutaba a funcionarios corruptos. 
El primer emperador de la dinastía Ming, Zhu Yuanzhang, condenó al poeta Gao Qi a ser cortado en ocho partes por sus escritos políticamente satíricos.
El político de la dinastía Qin, Li Si, y el militar de la dinastía Han, Gongsun Ao, fueron ejecutados por este método.
Según una leyenda no atestiguada en las historias oficiales, en 1734, Yu Hongtu (俞鴻圖), el administrador de educación de la provincia de Henan, fue sentenciado a ser cortado por la cintura. Tras la ejecución, permaneció vivo lo suficiente para escribir el carácter chino cǎn (慘; «cruel», «terrible») siete veces con su propia sangre antes de morir. Después de escuchar esto, se dice que el emperador Yongzheng abolió esta forma de ejecución. Sin embargo, según otras fuentes, como el Documento de la Historia de Qing y el Qing shi bian nian (清史编年), Yu fue decapitado, no cortado por la cintura.
En la jerga del chino moderno, la expresión «corte de cintura» ha evolucionado hasta convertirse en una metáfora para la cancelación de un proyecto en curso, especialmente la cancelación de programas de televisión.[cita requerida]